# 和爾下神社 (大和郡山市)
和爾下神社（わにしたじんじゃ）は、奈良県大和郡山市横田町にある神社。式内小社、旧社格は村社、神饌幣帛料供進社。

## 祭神
- 素盞嗚命 - 中央に祀られる[3]。
- 大己貴命 - 左に祀られる[3]。
- 櫛稲田姫命 - 右に祀られる[3]。

## 歴史
高瀬川と和爾川の合流地点より1.5キロメートルの南岸に位置し、古道竜田道に面して鎮座する。およそ2.5キロメートル東の天理市和爾下神社(上治道宮)に対して、下治道(しもはるみち・しもじどう)宮、下治道天王とも呼ばれる。延喜式神名帳添上郡にみえる和尓下神社二座の一座とされる。
この神社の周辺はかつて和珥氏同族の櫟井氏の根拠地であったとみられ、神社北の横田下池からは弥生期に遡る遺物も検出されている。この神社も本来は櫟井氏の祖神を祀る神社で、その本源は和珥氏の祖神天足彦国押人命であったのではないかとみられる。氏子は遠く南山城の祝園村にまで及んだと伝わる。

## 境内

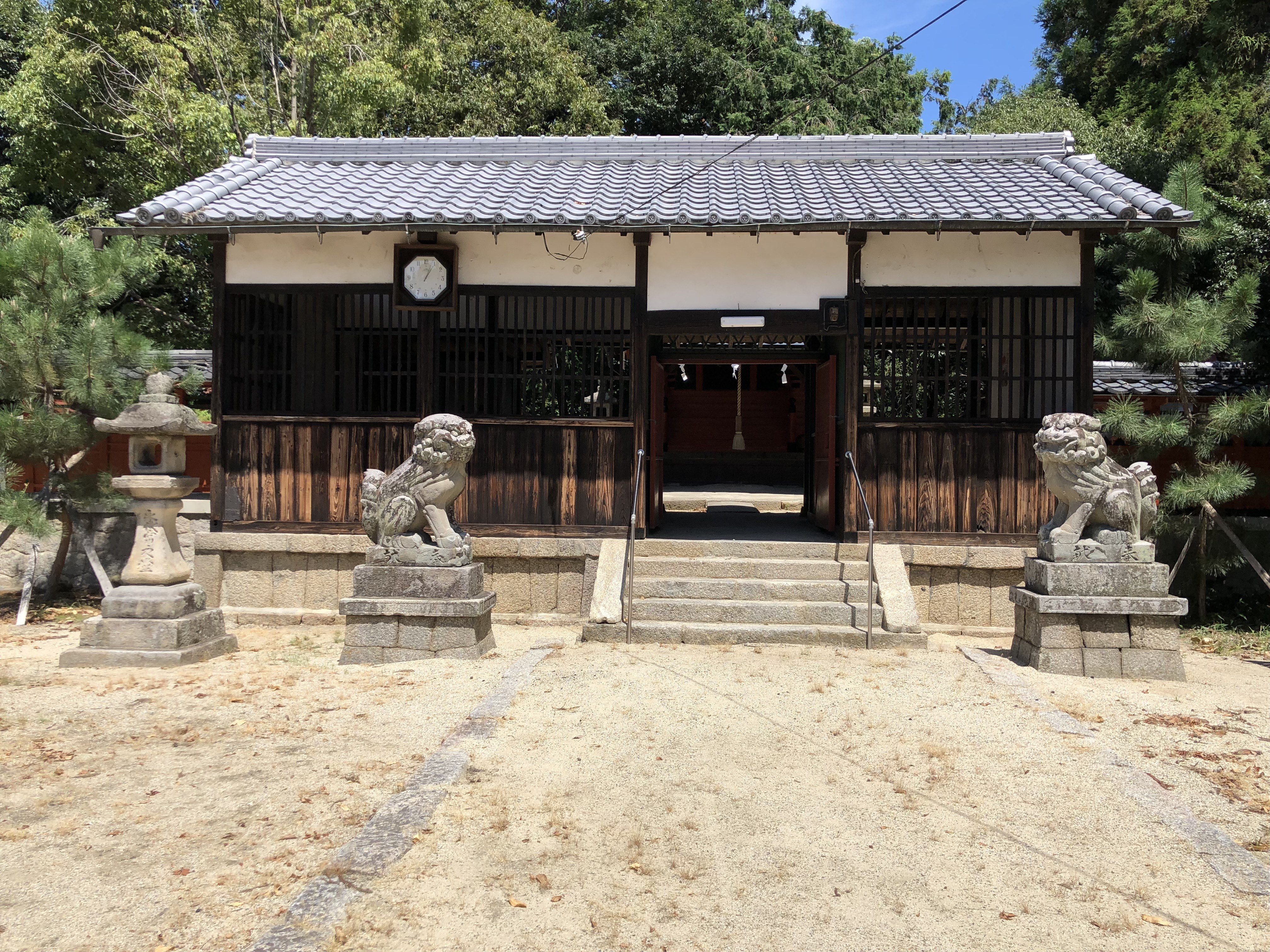
境内

### 本殿
二間社流造で銅板葺。春日大社摂社水谷神社の旧社殿が寛永10年（1633年）に譲渡されたとの記録がある。

## 境内社
本殿東方
- 春日若宮社[1]
- 金比羅宮[1]
- 天照皇大神宮[1]
- 春日大明神[1]

本殿西方
- 八幡神社[1]
- 住吉神社[1]
- 白山神社[1]
- 諏訪神社[1]
- 恵美須神社[1]
- 貴船神社[1]